# Билий Бриг
Билий Бриг (хорв. Bili Brig) — населений пункт у Хорватії, у Бродсько-Посавській жупанії у складі громади Нова Капела.

## Населення
Населення за даними перепису 2011 року становило 272 осіб.
Динаміка чисельності населення поселення:

## Клімат
Середня річна температура становить 11,11 °C, середня максимальна – 25,54 °C, а середня мінімальна – -5,59 °C. Середня річна кількість опадів – 861 мм.
| Клімат поселення                              | Клімат поселення | Клімат поселення | Клімат поселення | Клімат поселення | Клімат поселення | Клімат поселення | Клімат поселення | Клімат поселення | Клімат поселення | Клімат поселення | Клімат поселення | Клімат поселення | Клімат поселення |
| Показник                                      | Січ.             | Лют.             | Бер.             | Квіт.            | Трав.            | Черв.            | Лип.             | Серп.            | Вер.             | Жовт.            | Лист.            | Груд.            |                  |
| Середній максимум, °C                         | 6,68             | 8,35             | 12,74            | 17,31            | 22,39            | 25,54            | 24,91            | 24,17            | 20,19            | 15,04            | 9,48             | 5,29             |                  |
| Середня температура, °C                       | 0,54             | 2,22             | 6,61             | 11,18            | 16,25            | 19,41            | 21,25            | 20,52            | 16,52            | 11,36            | 5,82             | 1,62             |                  |
| Середній мінімум, °C                          | −5,59            | −3,91            | 0,47             | 5,04             | 10,12            | 13,28            | 17,56            | 16,84            | 12,86            | 7,70             | 2,15             | −2,04            |                  |
| Норма опадів, мм                              | 54               | 52               | 56               | 68               | 79               | 101              | 79               | 77               | 66               | 76               | 84               | 69               |                  |
| Середньомісячна швидкість вітру, м/с          | 1.75             | 2.00             | 2.31             | 2.24             | 2.03             | 1.87             | 1.82             | 1.68             | 1.66             | 1.69             | 1.76             | 1.80             |                  |
| Середньомісячна сонячна радіація, кДж/м²·день | 4339             | 7122             | 10957            | 15343            | 19404            | 21446            | 22412            | 20177            | 14942            | 9276             | 4938             | 3631             |                  |
| --------------------------------------------- | ---------------- | ---------------- | ---------------- | ---------------- | ---------------- | ---------------- | ---------------- | ---------------- | ---------------- | ---------------- | ---------------- | ---------------- | ---------------- |
| Джерело:                                      |                  |                  |                  |                  |                  |                  |                  |                  |                  |                  |                  |                  |                  |